# Typopeltis
Sous-famille
Genre
Synonymes
- Gipopeltis Speijer, 1934
- Teltus Speijer, 1936

Typopeltis est un  genre d'uropyges de la famille des Thelyphonidae, le seul de la sous-famille des Typopeltinae.

## Distribution
Les espèces de ce genre se rencontrent en Asie de l'Est et en Asie du Sud-Est.

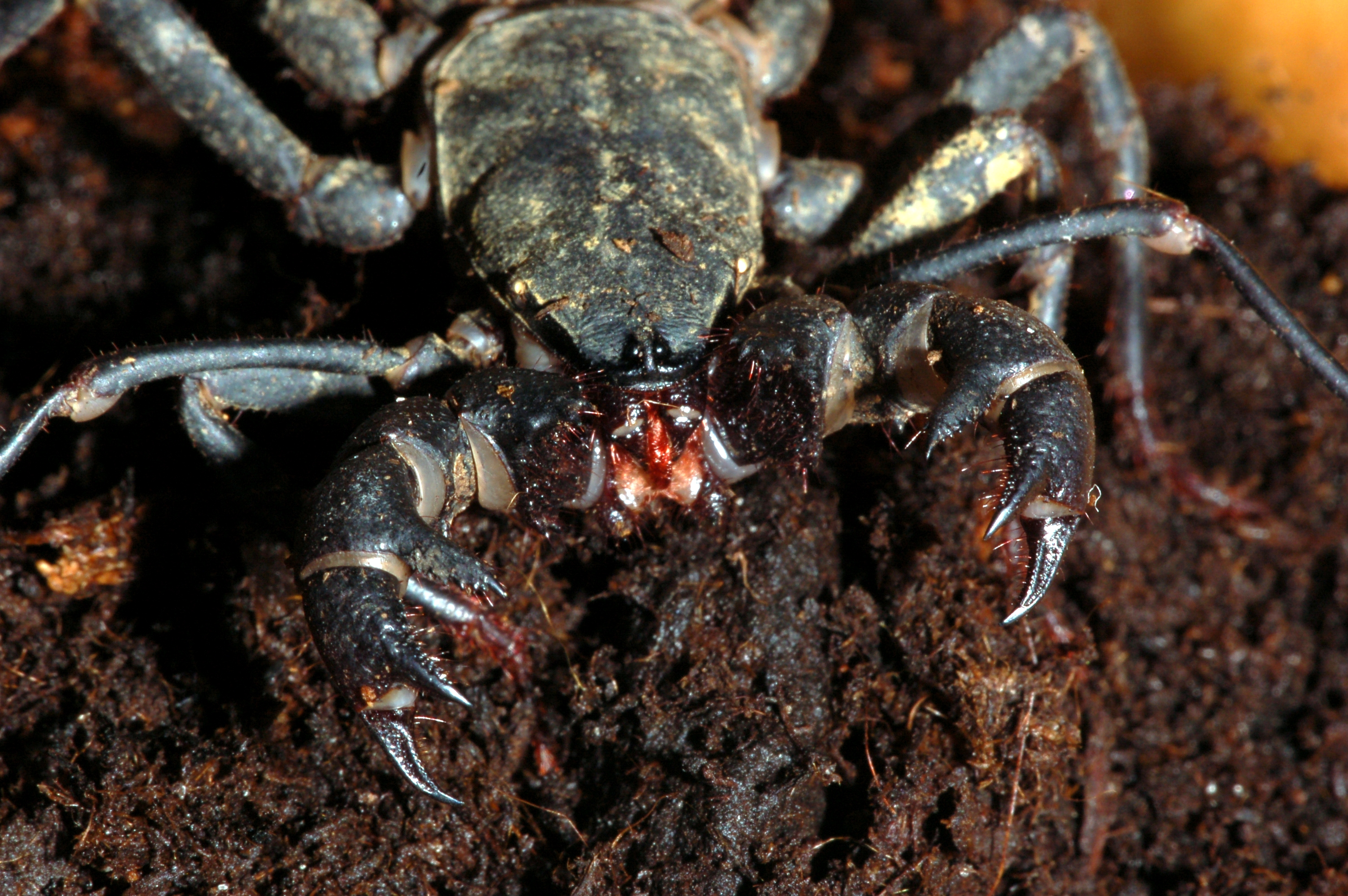
Typopeltis

## Liste des espèces
Selon Whip scorpions of the World (version 1.0) :
- Typopeltis amurensis (Tarnani, 1889)
- Typopeltis cantonensis Speijer, 1936
- Typopeltis crucifer Pocock, 1894
- Typopeltis dalyi Pocock, 1900
- Typopeltis guangxiensis Haupt & Song, 1996
- Typopeltis harmandi Kraepelin, 1900
- Typopeltis kasnakowi Tarnani, 1900
- Typopeltis magnificus Haupt, 2004
- Typopeltis sinensis (Butler, 1872)
- Typopeltis soidaoensis Haupt, 1996
- Typopeltis stimpsonii (Wood, 1862)
- Typopeltis tarnanii Pocock, 1902
- Typopeltis vanoorti (Speijer, 1936)

et décrite depuis :
- Typopeltis laurentianus Seraphim, Giupponi & Miranda, 2019

## Publications originales
- Pocock, 1894 : Notes on the Thelyphonidae contained in the collection of the British Museum. Annals and Magazine of Natural History, sér. 6, vol. 14, p. 120–134 (texte intégral).
- Rowland & Cooke, 1973 : Systematics of the arachnid order Uropygida (=Thelyphonida). Journal of Arachnology, vol. 1, no 1, p. 55-71 (texte original).